# Steffen Heidrich
Steffen Heidrich (* 19. července 1967 Breitenbrunn/Erzgeb.) je bývalý německý fotbalista, pravý záložník.

## Fotbalová kariéra
Ve východoněmecké oberlize hrál za FC Karl-Marx-Stadt, nastoupil ve 128 ligových utkáních a dal 31 gólů. Za reprezentaci Východního Německa (NDR) nastoupil v roce 1990 v přátelském utkání s Egyptem. Po sjednocení Německa hrál za Chemnitzer FC, VfB Leipzig, FC Energie Cottbus a Dynamo Drážďany. V Bundeslize nastoupil ve 32 utkáních a dal 4 góly. V Poháru UEFA nastoupil v 7 utkáních a dal 1 gól.

## Ligová bilance
| Ročník                                  | Zápasy | Góly | Klub               |
| --------------------------------------- | ------ | ---- | ------------------ |
| DDR-Oberliga 1984/85                    | 1      | 0    | FC Karl-Marx-Stadt |
| DDR-Oberliga 1985/86                    | 19     | 6    | FC Karl-Marx-Stadt |
| DDR-Oberliga 1986/87                    | 12     | 3    | FC Karl-Marx-Stadt |
| DDR-Oberliga 1987/88                    | 22     | 3    | FC Karl-Marx-Stadt |
| DDR-Oberliga 1988/89                    | 24     | 2    | FC Karl-Marx-Stadt |
| DDR-Oberliga 1989/90                    | 25     | 12   | FC Karl-Marx-Stadt |
| DDR-Oberliga 1990/91                    | 25     | 5    | Chemnitzer FC      |
| 2. německá fotbalová Bundesliga 1991/92 | 29     | 12   | Chemnitzer FC      |
| 2. německá fotbalová Bundesliga 1992/93 | 44     | 17   | Chemnitzer FC      |
| Německá fotbalová Bundesliga 1993/94    | 30     | 4    | VfB Leipzig        |
| 2. německá fotbalová Bundesliga 1994/95 | 29     | 8    | VfB Leipzig        |
| 2. německá fotbalová Bundesliga 1995/96 | 29     | 4    | VfB Leipzig        |
| 2. německá fotbalová Bundesliga 1996/97 | 29     | 8    | VfB Leipzig        |
| 2. německá fotbalová Bundesliga 1997/98 | 27     | 10   | VfB Leipzig        |
| 2. německá fotbalová Bundesliga 1998/99 | 17     | 10   | FC Energie Cottbus |
| 2. německá fotbalová Bundesliga 1999/00 | 21     | 3    | FC Energie Cottbus |
| Německá fotbalová Bundesliga 2000/01    | 2      | 0    | FC Energie Cottbus |
| 2. německá fotbalová Bundesliga 2004/05 | 8      | 0    | Dynamo Drážďanys   |
| CELKEM DDR-Oberliga                     | 128    | 31   |                    |
| CELKEM Německá fotbalová Bundesliga     | 32     | 4    |                    |